# Labrocerus setosus
Labrocerus setosus is een keversoort uit de familie spektorren (Dermestidae). De wetenschappelijke naam van de soort werd in 1908 gepubliceerd door David Sharp.